# Корнаев, Барег Цаппоевич
Корнáев Барéг Цаппóевич (осет. Къорнáти Цæппóи фурт Бæрéг) — общественный деятель, офицер и один из видных представителей дигорского народа XIX века. Родился в 1795 году в селе Галиат (осет. Гæлиатæ) Дигорского ущелья Терской области Российской империи.
Является одним из основателей и идейных вдохновителей села Вольно-Христиановское (ныне город Дигора), основанного в 1852 году. В 1835 году дигорский народ оказал Барегу Корнаеву доверие, избрав его своим представителем, отстаивавшим интересы простых жителей, и сыгравшим ключевую роль в переселении дигорских христиан с горных районов на равнинную территорию, в аул Вольно-Христиановское.
Сохранились архивные документы и материалы XIX века, на которых рядом с инициалами «Барег Корнаев» проставлен отпечаток удостоверяющей печати — личного перстня, что свидетельствует о его официальных полномочиях представлять интересы дигорского общества.

## Биография
Барег Цаппоевич Корнаев родился в 1795 году в селе Галиат Дигорского ущелья Терской области Российской империи. По данным переписи 1864 года, его семья насчитывала 24 человека — 14 мужчин и 10 женщин.
Участвовал в Отечественной войне 1812 года. После возвращения с военной службы по его инициативе род Корнаевых, по договорённости с родом Кубатиевых, переселился из Галиата на поляну в лесном массиве, которая получила название «Къорнати мæрæ» и имеет историческое значение для рода.
Умер в 1894 году и похоронен на территории церкви в селе Вольно-Христиановское (ныне Дигора). В советское время его надгробный памятник был снесён, а точное место захоронения не сохранилось.
25 июня 2016 года на Аллее Славы в городе Дигора установлен бюст Барега Корнаева, автором которого является художник и скульптор Алан Петрович Корнаев.

## Военная служба
Барег Корнаев был первым представителем простого народа дигорского общества, получившим военный чин. Сначала он служил юнкером, затем получил чин подпоручика, а позднее был назначен прапорщиком милиции. Его военная карьера завершилась службой в органах местной милиции, где он продолжал выполнять обязанности по поддержанию порядка в регионе.

## Военные кампании
- Отечественная война 1812 года

Участвовал в Отечественной войне 1812 года в составе осетинских волонтёров Российской империи, сражавшихся против наполеоновской армии.
- Русско-турецкая война 1828—1829 годов

В ходе русско-турецкой войны 1828—1829 годов продолжал службу в российской армии.
- Кавказская война (1817—1864)

В период Кавказской войны принимал участие в военных операциях, направленных на подавление сопротивления.

## Общественно-политическая деятельность
- Барег Корнаев был одним из влиятельных лидеров дигорского народа XIX века. В 1835 году он был избран представителем дигорцев для переговоров с начальником Кавказской линии с целью закрепления прав и определения территории проживания на реке Белой;

- В 1837 году, во время визита императора Николая I на Кавказ, Корнаев был назначен официальным представителем дигорского народа для встречи и приветствия монарха;

- Участвовал в борьбе дигорского народа за отделение от господствующего сословия Баделята, направленной на улучшение социально-экономических условий и защиту прав общины;

- По его инициативе и при участии в 1852 году было организовано переселение дигорских христиан в новое поселение Вольно-Христиановское;

- Являлся членом народного суда Военно-Осетинского округа, участвовал в рассмотрении споров на основе российского законодательства и местных обычаев, что способствовало укреплению правового порядка в регионе;

- Активно участвовал в развитии образования и инфраструктуры Вольно-Христиановского, включая содействие в строительстве первой школы.